# バヤンカラ山脈
バヤンカラ山脈（モンゴル語: Bayan Har Uul、中国語簡体字：巴颜喀拉山脉）は中華人民共和国青海省の中部に位置する山脈である。青海省の中部の南寄りから青海省と四川省の交点付近へと南東に伸びている。長さは780kmあまりである。
地質的にみれば、これは崑崙山脈の一支脈とも言える。最高峰は海抜5369mのゴロク山（中国語: 果洛山、ニェンポユルツェ（年保玉則））である。バヤンカラ山脈の名前はモンゴル語の「豊かで青い山」に由来する。バヤンカラ山脈の北側は比較的緩やかであるが、南側は険しく、多くの深い谷を有する。高地であるため、気温は低く、海抜5000m以上の山々の積雪は一年中消えることはない。海抜が比較的低い丘陵部分は、重要な牧場であり、主に綿羊やヤクが牧畜されている。住民の大多数はチベット民族である。
バヤンカラ山脈は黄河の水源地であり、また黄河と長江との分水嶺である。この山脈から南へ向かって流れる雅礱江や大渡河などいくつかの大河は、長江の上流の重要な支流である。